# Stephen Campbell Moore

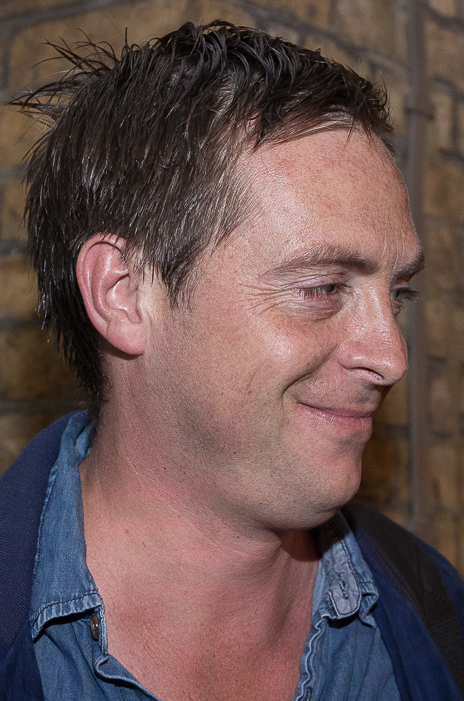
Stephen Campbell Moore (2015)

Stephen Campbell Moore, eigentlich Stephen Thorpe (* 30. November 1979 in London, England) ist ein britischer Film- und Theaterschauspieler.

## Leben
Stephen Campbell Moore ist der Sohn eines Telekommunikationsingenieurs, und einer Therapeutin an einem Londoner Krankenhaus; sein älterer Bruder arbeitet als Ingenieur. Moore wuchs in der britischen Grafschaft Hertfordshire auf, wo er seine Schulbildung an der dortigen Berkhamstead School erhielt. Schon früh wusste Moore, dass er Schauspieler werden wollte, so dass er an die Guildhall School of Music and Drama ging, an der er im Jahr 1999 seinen Abschluss erlangte. Seinen Künstlernamen Campbell Moore – es ist der Name seines Großvaters väterlicherseits – musste sich Stephen deswegen aneignen, da es bereits einen anderen Schauspieler namens Stephen Thorpe gab.
Moores Karriere begann zunächst am Theater; so trat er der Royal Shakespeare Company bei, mit der er unter anderem am Royal National Theatre spielte. Der britische Regisseur Stephen Fry hat Moore schließlich 2003 für seinen Film Bright Young Things entdeckt.
International bekannt wurde Moore, als er eine Rolle in Alan Bennetts Theaterstück The History Boys übernahm, das ihn unter anderem an den Broadway nach New York City, nach Australien und Hongkong führte. Als das Stück 2006 in den gleichnamigen Spielfilm adaptiert wurde, konnte Moore ebenfalls als Darsteller gewonnen werden.
2010 spielte Moore in der Neuverfilmung von Ben Hur den Römer Messala, der im Original von Stephen Boyd verkörpert worden war.
Stephen Campbell Moore war seit 2010 mit der Schauspielerin Claire Foy liiert, die er bei den Dreharbeiten zu Der letzte Tempelritter kennenlernte. Sie waren von 2014 bis 2018 verheiratet. Aus der Ehe ging eine gemeinsame Tochter (* März 2015) hervor.

## Filmografie (Auswahl)
- 2003: Bright Young Things
- 2003: Byron (Fernsehzweiteiler)
- 2004: Good Woman – Ein Sommer in Amalfi (A Good Woman)
- 2006: Amazing Grace
- 2006: Die History Boys – Fürs Leben lernen (The History Boys)
- 2008: Bank Job (The Bank Job)
- 2008: The Children
- 2008: Lark Rise to Candleford (Fernsehserie, 1 Episode)
- 2009: Der Seewolf (Sea Wolf)
- 2010: Ben Hur
- 2011: Der letzte Tempelritter (Season of the Witch)
- 2011: Johnny English – Jetzt erst recht! (Johnny English Reborn)
- 2013: The Wrong Mans – Falsche Zeit, falscher Ort (The Wrong Mans, Fernsehserie, 5 Episoden)
- 2015: Es ist kompliziert..! (Man Up)
- 2015: The Ones Below – Das Böse unter uns (The Ones Below)
- 2017: How to Talk to Girls at Parties
- 2017: Ein Kind zur Zeit (The child in Time)
- 2017: The Last Post (Fernsehserie, 6 Episoden)
- 2018: Geheimnis eines Lebens (Red Joan)
- 2019: Krieg der Welten (War of the Worlds, Fernsehserie)
- 2019: Downton Abbey
- 2023: Freud – Jenseits des Glaubens (Freud’s Last Session)
- 2024: Criminal Record (Fernsehserie)
- 2024: Masters of the Air (Miniserie)
- 2024: The Union